# Янбеков, Венер Ахметович
Венер Ахметович Янбеков (14 сентября 1938, д; Даут-Каюпово, Кугарчинский район, Башкирская АССР, РСФСР — 28 ноября 2014, Уфа, Российская Федерация) — советский и российский башкирский поэт и журналист, член Союза журналистов РФ и РБ, брат поэта и журналиста Рамиля Янбекова.

## Биография
Родился в деревне Даут-Каюпово Кугарчинского района, где окончил в начальную школу. Впоследствии он обучался в Ковалёвской семилетней школе. После окончания 8 класса Мраковской башкирской школы Венер Ахметович работал в колхозе, в 1956 году переехал в город Салават, где поступил в строительную школу № 16. Работал плотником-станочником на Салаватском деревообрабатывающем заводе, шофёром на автобазе № 5 треста «Салаватстрой», оператором на нефтехимическом комбинате № 18.
Окончив Стерлитамакский госпединститут, в течение четырёх лет работал завучем в Тляумбетовской средней школе.
Скончался Венер Ахметович 28 ноября 2014 года в Уфе. Похоронен в родной деревне Даут-Каюпово.